# Organització territorial de Liechtenstein
L'organització territorial de Liechtenstein es conforma a partir de les comunes. En total, són onze comunes que es poden agrupar, a efectes electorals, en dues circumscripcions: les Terres de Dalt (Oberland) i les Terres d'Abaix (Unterland), corresponents, respectivament, a les dues senyories històriques en què es dividia el país tradicionalment: la de Vaduz i la de Schellenberg.
Al davant de cada comuna hi ha un Consell i un Alcalde electes.

## Llista de les comunes

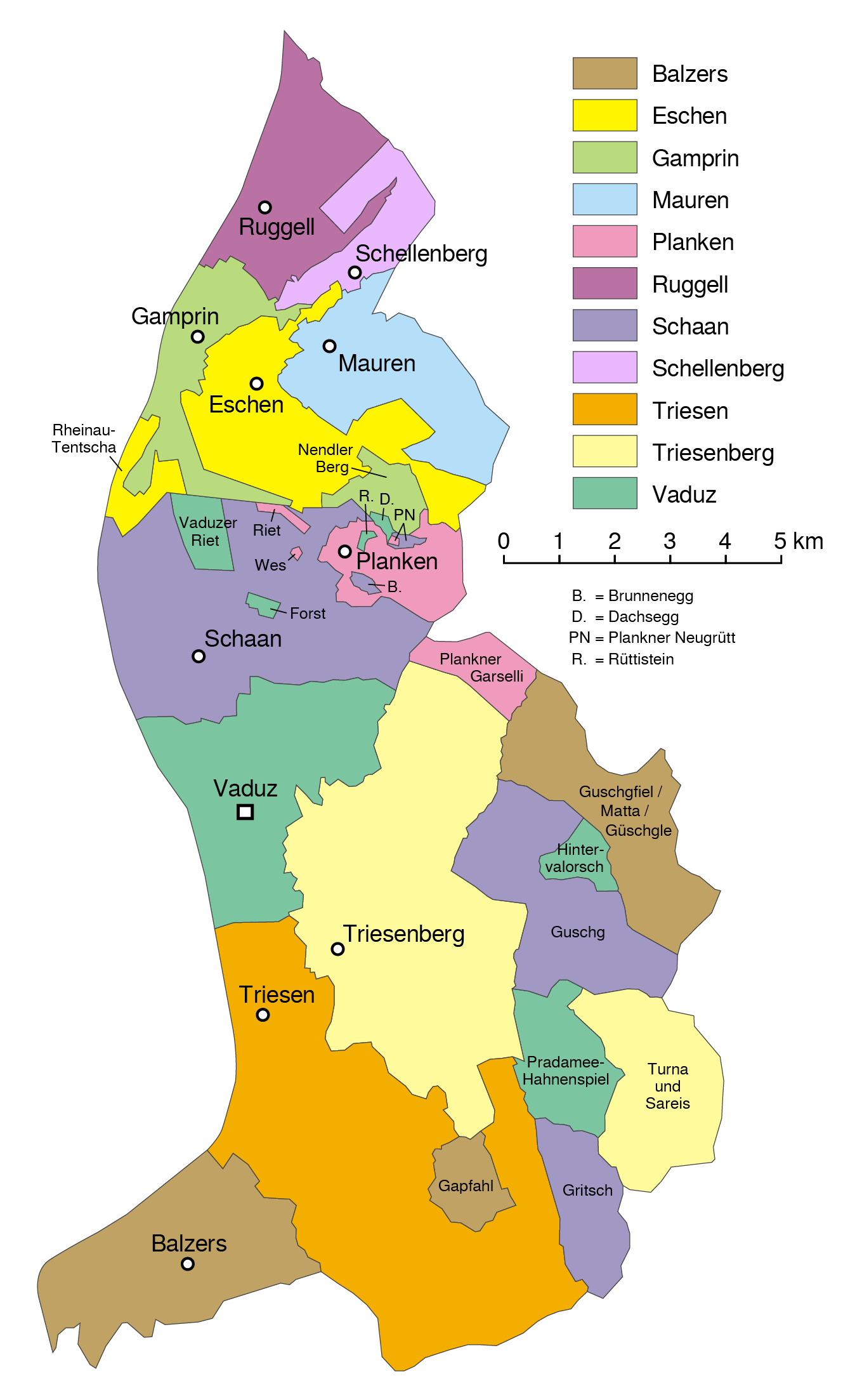
Les onze comunes

| Comuna       | Circumscripció electoral | Superfície (km²) | Població (2007) | Densitat (hab./km²) |
| ------------ | ------------------------ | ---------------- | --------------- | ------------------- |
| Balzers      | Oberland                 | 19.6             | 4507            | 229.9               |
| Eschen       | Unterland                | 10.3             | 4136            | 401.6               |
| Gamprin      | Unterland                | 6.1              | 1492            | 244.6               |
| Mauren       | Unterland                | 7.5              | 3798            | 506.4               |
| Planken      | Oberland                 | 5.3              | 407             | 76.8                |
| Ruggell      | Unterland                | 7.4              | 1931            | 260.9               |
| Schaan       | Oberland                 | 26.8             | 5691            | 212.4               |
| Schellenberg | Unterland                | 3.5              | 1029            | 294.0               |
| Triesen      | Oberland                 | 26.4             | 4712            | 178.5               |
| Triesenberg  | Oberland                 | 29.8             | 2549            | 85.5                |
| Vaduz        | Oberland                 | 17.3             | 5104            | 295.0               |
| Total        | Total                    | 160.0            | 35356           | 221.0               |